# Leichtathletik-Weltmeisterschaften 2005/4 × 100 m der Männer
Die 4-mal-100-Meter-Staffel der Männer bei den Leichtathletik-Weltmeisterschaften 2005 wurde am 12. und 13. August 2005 im Olympiastadion der finnischen Hauptstadt Helsinki ausgetragen.
Weltmeister wurde Frankreich in der Besetzung Ladji Doucouré (Finale), Ronald Pognon, Eddy de Lépine und Luéyi Dovy sowie dem im Vorlauf außerdem eingesetzten Oudéré Kankarafou.
Den zweiten Platz belegte Trinidad und Tobago (Kevon Pierre, Marc Burns, Jacey Harper, Darrel Brown).
Bronze ging an Großbritannien mit Jason Gardener, Marlon Devonish, Christian Malcolm und Mark Lewis-Francis.
Auch der nur im Vorlauf für Frankreich eingesetzte Läufer erhielt eine Goldmedaille. Rekorde und Bestleistungen standen dagegen nur den tatsächlich laufenden Athleten zu.

## Bestehende Rekorde
| Weltrekord | 37,40 s | USA (Carl Lewis, Dennis Mitchell, Leroy Burrell, Michael Marsh) | OS 1992 in Barcelona, Spanien     | 8. August 1992  |
| Weltrekord | 37,40 s | USA (Jon Drummond, Andre Cason, Dennis Mitchell, Leroy Burrell) | WM 1993 in Stuttgart, Deutschland | 21. August 1993 |
| WM-Rekord  | 37,40 s | USA (Jon Drummond, Andre Cason, Dennis Mitchell, Leroy Burrell) | WM 1993 in Stuttgart, Deutschland | 21. August 1993 |

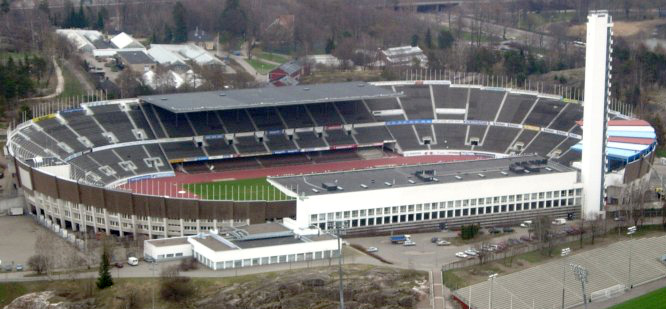
Das Olympiastadion in Helsinki im Mai 2005

Der bestehende WM-Rekord wurde bei diesen Weltmeisterschaften nicht eingestellt und nicht verbessert.
- Zwei Staffeln stellten drei Weltjahresbestleistungen auf:
  - 38,34 s – Frankreich (Oudéré Kankarafou, Ronald Pognon, Eddy de Lépine, Luéyi Dovy), 1. Vorlauf am 12. August
  - 38,28 s – Trinidad und Tobago (Kevon Pierre, Marc Burns, Jacey Harper, Darrel Brown), 2. Vorlauf am 12. August
  - 38,08 s – Frankreich (Ladji Doucouré, Ronald Pognon, Eddy de Lépine, Luéyi Dovy), Finale am 13. August
- Drei Staffeln stellten vier Nationalrekorde auf:
  - 39,30 s – Finnland (Markus Pöyhönen, Nipa Tran, Jarkko Ruostekivi, Tommi Hartonen), 1. Vorlauf am 12. August
  - 38,60 s – Niederländische Antillen (Geronimo Goeloe, Charlton Rafaela, Jairo Duzant, Churandy Martina), 2. Vorlauf am 12. August
  - 38,45 s – Niederländische Antillen (Geronimo Goeloe, Charlton Rafaela, Jairo Duzant, Churandy Martina), Finale am 13. August
  - 38,10 s – Trinidad und Tobago (Kevon Pierre, Marc Burns, Jacey Harper, Darrel Brown), Finale am 13. August

## Vorrunde
Die Vorrunde wurde in zwei Läufen durchgeführt. Die ersten drei Staffeln pro Lauf – hellblau unterlegt – sowie die darüber hinaus zwei zeitschnellsten Teams – hellgrün unterlegt – qualifizierten sich für das Finale.

### Vorlauf 1
12. August 2005, 19:00 Uhr
| Platz | Staffel     | Besetzung                                                               | Zeit (s) |
| ----- | ----------- | ----------------------------------------------------------------------- | -------- |
| 1     | Frankreich  | Oudéré Kankarafou (Vorlauf) Ronald Pognon Eddy de Lépine Luéyi Dovy     | 38,34 WL |
| 2     | Jamaika     | Lerone Clarke Dwight Thomas Ainsley Waugh Michael Frater                | 38,37    |
| 3     | Deutschland | Alexander Kosenkow Marc Blume Tobias Unger Marius Broening              | 38,58    |
| 4     | Australien  | Daniel Batman Joshua Ross Patrick Johnson Matthew Shirvington (Vorlauf) | 38,65    |
| 5     | Brasilien   | Cláudio Roberto Souza Bruno Pacheco Basílio de Moraes André da Silva    | 38,92    |
| 6     | Finnland    | Markus Pöyhönen Nipa Tran Jarkko Ruostekivi Tommi Hartonen              | 39,30 NR |
| DNF   | USA         | Mardy Scales Leonard Scott Tyson Gay Maurice Greene                     |          |

### Vorlauf 2
12. August 2005, 19:10 Uhr
| Platz | Staffel                  | Besetzung                                                           | Zeit (s)                      |
| ----- | ------------------------ | ------------------------------------------------------------------- | ----------------------------- |
| 1     | Trinidad und Tobago      | Kevon Pierre Marc Burns Jacey Harper Darrel Brown                   | 38,28 WL                      |
| 2     | Großbritannien           | Jason Gardener Marlon Devonish Christian Malcolm Mark Lewis-Francis | 38,32                         |
| 3     | Japan                    | Nobuharu Asahara Shinji Takahira Tatsuro Yoshino Shingo Suetsugu    | 38,46                         |
| 4     | Niederländische Antillen | Geronimo Goeloe Charlton Rafaela Jairo Duzant Churandy Martina      | 38,60 NR                      |
| 5     | Kanada                   | Richard Adu-Bobie Pierre Browne Anson Henry Nicolas Macrozonaris    | 38,67                         |
| 6     | Nigeria                  | Olusoji Fasuba Uchenna Emedolu Chinedu Oriala Deji Aliu             | 39,29                         |
| DNF   | Polen                    | Michał Bielczyk Marcin Jędrusiński Marcin Nowak Marcin Urbaś        |                               |
| DSQ   | Italien                  | Luca Verdecchia Simone Collio Massimiliano Donati Andrew Howe       | IAAF Rule 170.7 Wechselfehler |

## Finale
13. August 2005, 21:40 Uhr
| Platz | Staffel                  | Besetzung | Zeit (s) |
| ----- | ------------------------ | --- | -------- |
| 1     | Frankreich               | Ladji Doucouré (Finale) Ronald Pognon Eddy de Lépine Luéyi Dovy im Vorlauf außerdem: Oudéré Kankarafou          | 38,08 WL |
| 2     | Trinidad und Tobago      | Kevon Pierre Marc Burns Jacey Harper Darrel Brown                                                               | 38,10 NR |
| 3     | Großbritannien           | Jason Gardener Marlon Devonish Christian Malcolm Mark Lewis-Francis                                             | 38,27    |
| 4     | Jamaika                  | Lerone Clarke Dwight Thomas Ainsley Waugh Michael Frater                                                        | 38,28    |
| 5     | Australien               | Daniel Batman Joshua Ross Kristopher Neofytou (Finale) Patrick Johnson im Vorlauf außerdem: Matthew Shirvington | 38,32    |
| 6     | Niederländische Antillen | Geronimo Goeloe Charlton Rafaela Jairo Duzant Churandy Martina                                                  | 38,45 NR |
| 7     | Deutschland              | Alexander Kosenkow Marc Blume Tobias Unger Marius Broening                                                      | 38,48    |
| 8     | Japan                    | Shingo Suetsugu Shinji Takahira Tatsuro Yoshino Nobuharu Asahara                                                | 38,77    |

## Video
- Mens 4x100m final – Helsinki 2005, youtube.com, abgerufen am 29. September 2020